# Bljuštevac
Bljuštevac är en ort i Bosnien och Hercegovina.   Den ligger i entiteten Republika Srpska, i den centrala delen av landet, 20 kilometer öster om huvudstaden Sarajevo. Bljuštevac ligger 962 meter över havet och antalet invånare är 277.
Terrängen runt Bljuštevac är kuperad. Närmaste större samhälle är Sokolac, 17,0 kilometer öster om Bljuštevac. 
Omgivningarna runt Bljuštevac är en mosaik av jordbruksmark och naturlig växtlighet. Runt Bljuštevac är det ganska tätbefolkat, med 67 invånare per kvadratkilometer.